# Адра
Адра (ісп. Adra) — муніципалітет в Іспанії, у складі автономної спільноти Андалусія, у провінції Альмерія. Населення — 25 195 осіб (2023).
Муніципалітет розташований на відстані близько 410 км на південь від Мадрида, 50 км на захід від Альмерії.
На території муніципалітету розташовані такі населені пункти: (дані про населення за 2010 рік)
- Адра: 19619 осіб
- Ла-Алькасаба: 57 осіб
- Ла-Алькерія: 246 осіб
- Ель-Кампільйо: 23 особи
- Ель-Каналь: 14 осіб
- Ель-Корраль: 0 осіб
- Лас-Куатро-Ігерас: 236 осіб
- Ла-Курва: 1858 осіб
- Ла-Фуенте-дель-Аїхадо: 51 особа
- Ла-Фуенте-Сантілья: 34 особи
- Гуайнос-Альто: 20 осіб
- Гуайнос-Бахо: 209 осіб
- Гурріас: 3 особи
- Ель-Лансе-де-ла-Вірхен: 126 осіб
- Ла-Лома-де-лос-Варгас: 4 особи
- Лос-Морас: 6 осіб
- Ла-Парра: 11 осіб
- Ель-Патіо: 11 осіб
- Лос-Перес: 5 осіб
- Пуенте-дель-Ріо: 1784 особи
- Ель-Торіль: 70 осіб
- Вента-Нуева: 125 осіб

## Демографія
Динаміка населення (INE ):

## Галерея зображень

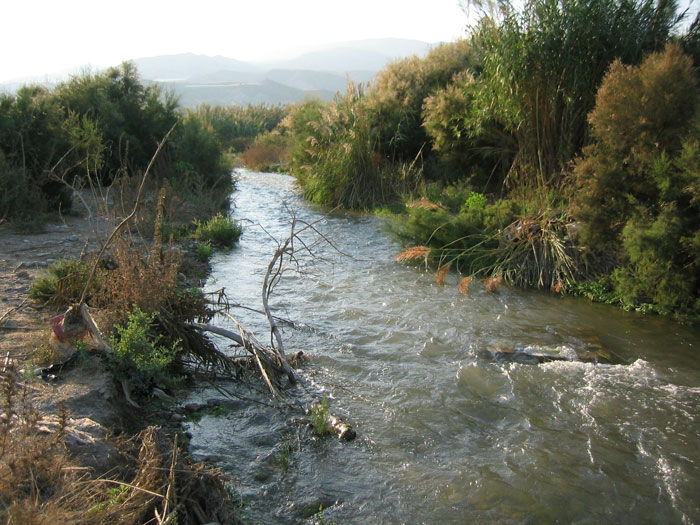
Річка Адра